# Carlos Santamaría
Carlos Santamaría (30 de octubre de 1961) es un actor, productor y locutor argentino.

## Filmografía (cine y televisión)
- Bonitinha Mas Ordinária ou Otto Lara Rezende (1981) -
- Ficciones (1987) -
- El año del conejo (1987) -
- Abierto de 18 a 24 (1988) -
- Hombres de ley (1989)
- Blauäugig (1989) - Oficial
- Fax (1991) -
- ¿Dónde estás amor de mi vida que no te puedo encontrar? (1992) - Médico de guardia
- Muerte dudosa telefilme (1994)
- Nueve lunas (1995) -
- Verdad consecuencia (1996) - Juan Maiuchi
- El mundo contra mí (1997) -
- Bajo bandera (1997) - Capitán Roca
- Bajamar, la costa del silencio (1998) -
- La mujer del presidente (1999) -
- La media medalla (1999) -
- El amateur (1999) -
- La venganza (1999) - Moyano
- Por ese palpitar (2000) - Adrián
- Primicias (2000) - Babi
- Cuatro amigas (2001) - Daniel
- Tiempo final (2001) - Mala Noche
- Los simuladores (2002) - Fabian Charbone Ep: El Anillo de Salomón
- El precio del poder (2002) - Claudio
- Lugares comunes (2002) - Pedro Robles
- Infieles (2002) -
- Sol negro (2003) - Pedro Bustos
- Historias de sexo de gente común (2004) - Gastón
- Mujeres asesinas (3 episodios, 2005-2006) -
- Medianeras (2005) - Voz del exnovio
- Los simuladores (2006) - Emilio
- Cara de queso 'mi primer ghetto' (2006) - Presidente del Country
- Amas de casa desesperadas (2006) - Tomás Salgari
- Dromo (2009) - Ep: «Latidos»
- El puntero (2011) - Hernán Ponovsky
- El elegido (2011) - Gonzalo
- 23 pares (2012) -
- Sos mi hombre (2012-2013) - Fernando "Nano" Campestrini
- El mal menor (2015) - Mario Ep: 9
- Conflictos modernos (2015) - Adrián Ep: “Casa De Cristal”
- Silencios de familia (2016) - Aldo
- Cuéntame cómo pasó (2017) - Pablo
- Los internacionales (2020) - Luis Ortiz Basualdo
- María Marta, el crimen del country (2022) - Saúl Vanoli
- El hincha (2022) - Márquez[1]
- El hombre inconcluso (2022) - Ignacio Rodríguez

## Teatro
- El hombre almohada (2008)